# Chemin de fer de la vallée de Kaysersberg
Le chemin de fer de la vallée de Kaysersberg est un ancien chemin de fer à voie étroite d’intérêt local. La ligne reliait la gare de Colmar à la gare de Lapoutroie dans le Haut-Rhin. Elle est aujourd'hui déclassée et déposée.
Elle constituait la ligne n°137 000 du réseau ferré national sous le nom de « ligne de (Colmar) Logelbach à Lapoutroie ».

## Historique

### Le projet de percée des Vosges
Entre 1860 et 1868, l’État français étudie la possibilité de relier Colmar à Paris sans passer par Strasbourg, par une voie ferrée traversant les Vosges. Plusieurs tracés sont étudiés, le favori étant le passage par la vallée de Munster, devant traverser la montagne par un tunnel du côté de Mittlach, qui bénéficie de l’appui de la famille d’industriels Hartmann, qui s’assure de la construction d’un premier tronçon entre Colmar et Munster. Les élus des communes de la vallée de la Weiss, notamment ceux de Kaysersberg défendent néanmoins farouchement cette option, en arguant que cela réduirait la distance et permettrait de desservir également Saint-Dié. Le projet est finalement interrompu par la guerre de 1870 et la perte de l’Alsace sans aller plus loin.

### Création

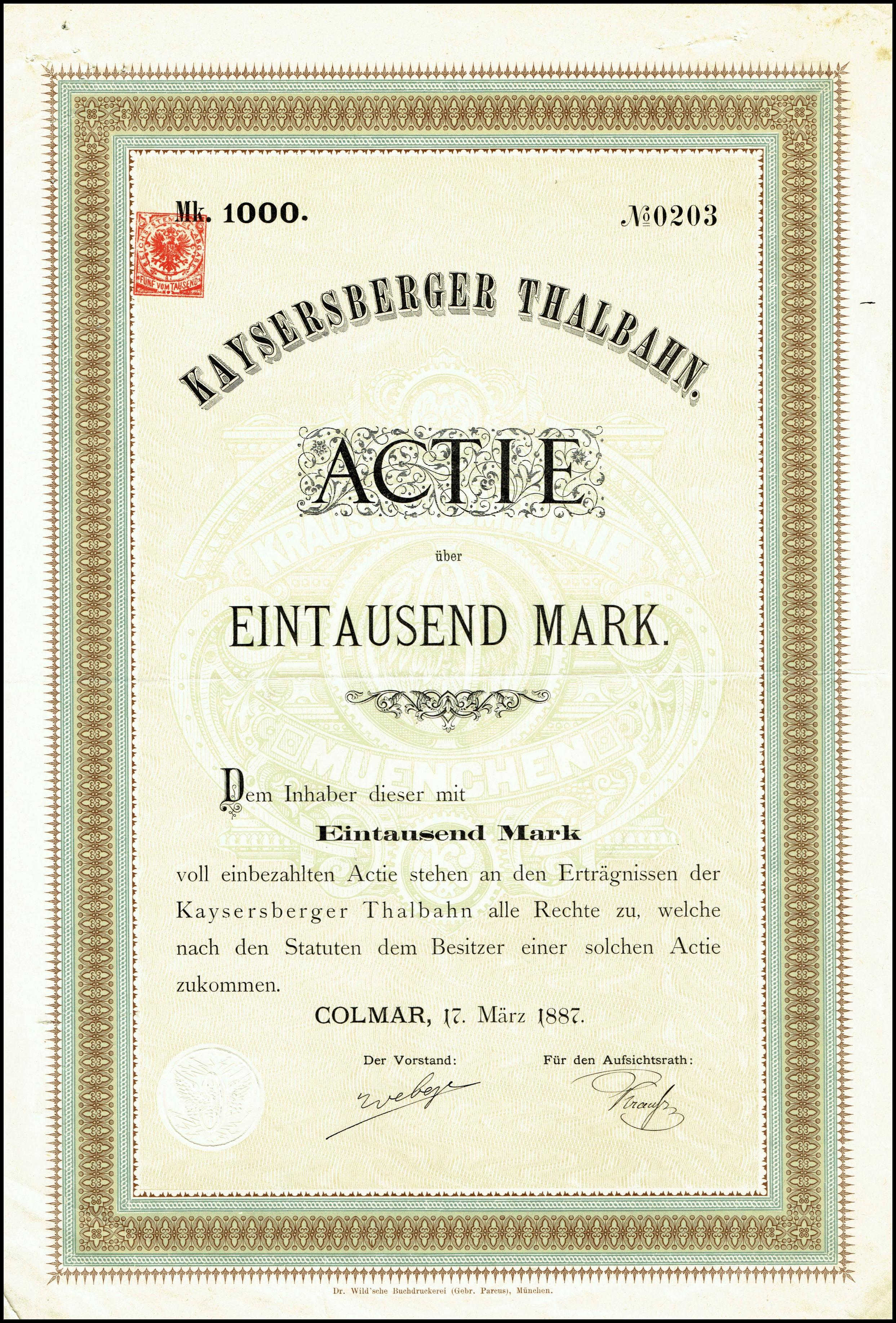
Action de la Kaysersberger Thalbahn en date du 17 mars 1887.

La possibilité de disposer d’une voie ferrée les reliant à Colmar reste néanmoins dans les esprits des élus de la vallée de la Weiss. Une telle construction est ainsi de nouveau évoqué dès 1873, cette fois comme prolongement de la ligne Fribourg-Colmar. En 1874, une demande est faite au gouvernement allemand afin d’obtenir l’accord pour construire cette ligne et une participation au financement. L’État ne s’y oppose pas, mais refuse néanmoins de financer le projet, ce qui empêche sa réalisation. Les industriels et les élus continuent toutefois de pousser le projet dans les années suivantes, constatant que ce manque déclasse la vallée économiquement, toutes les autres vallées de la région ayant déjà été reliées.
En 1880, après de nouvelles études, l’itinéraire Logelbach-Hachimette est retenu, mais il reste à choisir le type d’infrastructure : la sous-préfecture de Ribeauvillé et la chambre de commerce de Colmar préfèrent une voie normale, mais le principal financeur, à savoir le conseil général de Haute-Alsace et du Landesausschuss, choisi une voie étroite, avec une préférence pour la voie métrique, pour un tramway à vapeur, le coût étant bien plus faible avec seulement 700 000 marks au lieu des 2,1 million de marks de la première option. Le financement reste cependant un problème : en 1881 les communes bénéficiaires n’ont réussi à rassembler qu’un peu plus de 120 000 marks, les principaux contributeurs étant Colmar (32 000 marks), Fréland (20 000 marks), Ammerschwihr (16 000 marks) et Kaysersberg (16 000 marks).
Après l’enquête publique réalisée en juillet 1881, l’acquisition des terrains débute en 1882. Les plans et devis sont approuvés par les autorités locales le 10 octobre 1883, tandis qu’une société pour la construction et l’exploitation de la voie est fondée le 26 de ce mois. Celle-ci est néanmoins éphémère, l’empereur Guillaume II concédant le 7 avril 1884 par décret impérial la construction et l’exploitation de la ligne à la société de construction de locomotives Krauss & Cie de Neuheusen. À cette date le coût du projet est monté à 1 762 000 marks, dont 1 212 872 restent à la charge de l’entreprise une fois déduites les subventions publiques.
Les travaux débutent immédiatement et le premier tronçon entre Colmar et Kaysersberg est achevé avant la fin de l’année. Celui-ci est inauguré le 18 janvier 1885 par le secrétaire d’État à l’Alsace-Lorainne Carl von Hoffmann au cours d’un voyage inaugural pendant lequel des festivités ont lieu dans chaque gare, sauf à Sigolsheim où élus et population boycottent la cérémonie, la gare ayant été placée contre leur volonté loin du village. La construction du deuxième tronçon reliant Kaysersberg à Lapoutroie se poursuit en 1885 et s’achève avant la fin de l’année. L’inauguration a lieu le 1er décembre 1885, en même temps que celle de la voie Colmar-Wintzenheim. Des projets de prolongations de la ligne vers Orbey ou vers Le Bonhomme par une voie à crémaillère puis de là vers Plainfaing et Fraize pour effectuer une liaison avec le réseau de la compagnie des chemins de fer de l’Est sont évoquées par la suite, mais se concrétiseront jamais.

### Exploitation pendant la période allemande
À son lancement la ligne est exploitée par Krauss & Cie. Dès 1887, celle-ci décide de se séparer de la ligne, qui est vendue à la Kaysersberger Thalbann (KTB), société par actions au capital de 1 320 000 marks créée le 1er janvier 1887 et dont le siège est à Colmar. Celle-ci doit exploiter non seulement cette ligne, mais également les lignes Colmar-Wintzenheim, Colmar-Port de Horbourg et Horbourg-Marckolsheim. Elle se sépare toutefois de ces deux dernières dès 1890.
Si la ligne rencontre dans les premiers temps un franc succès, l’utilisation des mêmes tramway pour transporter à la fois marchandises et passagers suscite rapidement du mécontentement du fait des retards et de la multiplication des arrêts liés au chargements et déchargement des marchandises. Il faut toutefois attendre 1906 pour que des trains dédiés uniquement aux marchandises soient mis en place. En dépit de cela, la qualité du service continue de se dégrader, au point que le gouvernement ordonne en 1909 un contrôle de l’inspection des chemins de fer. Celui-ci pointe les nombreux retards, l’usure et le manque d’entretien du matériel ainsi que l’impolitesse et l’incompétence des employés. Il y a néanmoins peu d’améliorations par la suite.
La Première Guerre mondiale entraîne d’abord une baisse du trafic, compensée par la suite par le transport des militaires et de leur ravitaillement. La ligne sert en particulier à acheminer hommes et matériel jusqu’à Lapoutroie, d’où un téléphérique permet de ravitailler directement les lignes de la Tête des Faux. Pour les civils, le terminus de la ligne est déplacé à Fréland à partir de 1916. 

### Exploitation pendant la période française
Le réseau est placé sous séquestre des chemins de fer militaires français le 30 novembre 1918. La ligne est rendue en juin 1919 à la KTB, qui devient la société du chemin de fer de la vallée de Kaysersberg (CVK). La société a toutefois perdu plus de la moitié de ses actionnaires et tant la ligne que la matériel sont en très mauvais état.
Le 25 mars 1920, la CVK concède l’exploitation de la ligne aux chemins de fer d’Alsace-Lorraine. En septembre 1922, du fait du déficit de la ligne, le conseil général demande à l’État son intégration dans le réseau national, mais celui-ci refuse et annonce qu’il cessera l’exploitation au 1er janvier 1924. Afin d’éviter sa disparition, le conseil général se résout en avril 1923 à devenir propriétaire de la ligne et à en assurer son exploitation en régie directe. Celle-ci prend fin en 1931, lorsque l’exploitation est de nouveau concédée aux chemins de fer d’Alsace-Lorraine. Le train est néanmoins déjà fortement concurrencé à cette époque par les transports routiers, et les élus de la vallée eux-mêmes proposent de supprimer une partie des trains pour les remplacer par une ligne régulière de cars. Ils sont exaucés en 1933 avec la création d’un réseau de cars géré par les chemins de fer d’Alsace-Lorraine, les trains n’étant plus utilisés que pour le transport de marchandises en dehors des dimanches et jours de fêtes.
Les chemins de fer d’Alsace-Lorraine disparaissent le 1er janvier 1938, absorbés par la SNCF, mais la CVK conserve encore une grande autonomie. La ligne est ensuite intégrée en juin 1940 dans la Reichsbahndirektion, la circulation se poursuivant à peu près normalement jusqu’à la fin de l’année 1944, lorsque les combats imposent son arrêt. Le dernier train de marchandises circule le 6 décembre 1944.

### Remplacement
Après la Seconde Guerre mondiale, la ligne et le matériel roulant sont tellement dégradés que l’exploitation ne peut reprendre. Après avoir étudié les différentes options, la SNCF décide de ne pas remettre la voie ferrée en service. À la place, le réseau d’autobus est renforcé, tandis qu’une ligne de transport des marchandises par camions est mise en place. Voyant toutefois cette solution comme temporaire, la SNCF propose en janvier 1949 d’établir une voie normale entre les usines Weibel et la gare de Benwihr. Cette solution, qui favorise l’industriel au détriment des autres habitants et rejeté par les élus, qui proposent à la place l’établissement d’une ligne Colmar-Nancy transitant par Kaysersberg, Sainte-Marie-aux-Mines et Saint-Dié. Le coût colossal d’un tel projet l’amène toutefois à être rapidement écarté.
En l’absence de solution de remplacement, la ligne est définitivement fermée en 1950 et déclassée par décret du 12 novembre 1954. Les voies sont arrachées pour rendre les terrains disponibles et les gares rasées ou rachetées par les communes.

## Caractéristiques

### Tracé
La ligne débute à la gare de Colmar-Central, d’où la jonction peut être faite avec la ligne Strasbourg-Mulhouse. Elle suit d’abord, par l’adjonction d’une troisième voie, le tracé de la ligne Colmar-Munster, passe par la gare de Saint-Joseph puis bifurque à Logelbach pour passer par la gare disparue d’Ingersheim. De là, elle se dirige vers Kaysersberg en passant par Katzenthal, Ammerschwihr, Sigolsheim et Kientzheim. Après la gare principale de Kaysersberg, elle dessert un arrêt secondaire situé à l’emplacement du musée Schweitzer puis Fréland, Hachimette et son terminus Lapoutroie.
Le dénivelé entre Colmar et Kaysersberg est de 130 m et le tracé compte 134 virages. Pour l’essentiel, il suit la route déjà existante, en étant disposé à 1,50 m de la chaussée. Le tronçon entre Kaysersberg et Lapoutroie fait 13,4 km et la pente atteint par endroit 30 ‰.

### Infrastructures
La voie est à écartement métrique. Elle est construite avec des rails de neuf mètres fabriqués à Havange et pesant chacun 225 kg et reposant à chaque extrémité sur des traverses en acier de 20 kg. La construction de la ligne nécessite également la construction d’un pont à Colmar et d’un autre à Kaysersberg, ainsi que de quinze arrêts, dont six disposent de gares en dur.

### Matériel roulant

#### Matériel initial
La ligne est desservie par trois tramway Krauss 030 T à trois essieux carenés de tôles pour former un habitacle rectangulaire, d’où leur surnom de kaskicht, « caisse à fromage », qui leur est donné par les habitants. Ils sont propulsés par une machine à vapeur, dont le réservoir se trouve entre les longerons et comportent une distribution de type Allan. La vitesse moyenne est de 30 km/h pour un poids tracté de 60 t. Les rames ont les numéros 1552-1553 pour celles produites en 1884 et 1554 pour celle produite en 1885.
Chaque rame comprend sept voitures comptant trente-deux places assises, auxquelles peuvent s’ajouter six à huit places debout sur les plateformes. Elles ne disposent pas de première classe, mais seulement une deuxième, dont les sièges sont rembourrés et couverts de velours brun, et une troisième, comportant des sièges en bois peints en jaune. Dans toutes les voitures, les rideaux sont gris et l’éclairage assuré par des lampes accrochées au plafond.

#### Évolutions ultérieures
Entre 1896 et 1911, la KTB acquiert quatre nouvelles machines auprès de Krauss & Cie. La première, livrée en 1896 sous le numéro 1686, est peu connue mais probablement semblable aux deux suivantes. Celles-ci, livrée en 1899 et 1908 sous les numéros 4104 et 5759 sont des tramway de 17,5 t dotés d’une distribution Allan, de freins Körting et d’un graisseur De Limon ; leurs performances sont similaires à celles du matériel acheté en 1885.
La KTB achète encore une machine supplémentaire à Krauss en 1911. La nº6499 diffère des précédentes par ses quatre essieux et ses performances supérieures, étant capable d’atteindre 45 km/h en tractant 22,5 t.

## Qualité de la desserte et fréquentation

### Horaires
En 1885, cinq trajets allers-retours sont assurés quotidiennement entre Colmar et Kaysersberg, le tramway partant de Colmar. Le premier départ de Colmar a lieu à 6 h et le premier de Kaysersberg à 6 h 43. Les derniers ont lieu respectivement à 19 h 35 et 20 h 18. Dans la journée, les trois autres départs de Colmar ont lieu à 8 h 20, 11 h 50 et 16 h 9. Un aller-retour supplémentaire est ajouté en juin 1885, avec un départ de Colmar à 14 h 20, tandis que le dernier départ est reporté à 20 h 40.

### Fréquentation
La fréquentation de la ligne est importante, mais inégale entre les deuxième et troisième classes. En effet, la proportion de billets de deuxième classes se réduit au fil du temps, passant de 12.94 % en 1895 à 6.03 % en 1908.
| Période                   | Nombre de passagers |
| ------------------------- | ------------------- |
| juillet 1887-juillet 1888 | 233 798             |
| 1895                      | 260 902             |
| 1905                      | 298 110             |
| 1906                      | 309 552             |
| 1908                      | 324 783             |

### Tonnage de marchandises
Outre le transport de passagers, la ligne sert également au transports de marchandises, en particulier depuis les manufactures Weibel à Alspach.